# Hünerbergwiesen von Oberursel
Die Hünerbergwiesen von Oberursel (auch Hünerbergswiesen) sind ein Naturschutz- und FFH-Gebiet in Oberursel im Hochtaunuskreis.

## Das Naturschutzgebiet
Das Naturschutzgebiet mit einer Größe von 21,66 Hektar wurde 1986 unter Schutz gestellt. Das Naturschutzgebiet besteht aus zwei Teilflächen und umfasst die Gemarkungsteile „In der unteren Hühnerburg“, „In der mittleren Hühnerburg“ und „In der oberen Hühnerburg“. Das Gelände umfasst extensiv genutzte Wiesen mit Quellsümpfen. Es ist Standort mehrerer bestandsgefährdeter Pflanzenarten und -gesellschaften und Lebensraum seltener Insekten-, Vogel- und Säugetierarten.
Die Hünerbergwiesen liegen oberhalb der B455 am Hang des Hünerbergs. Unterhalb des Naturschutzgebietes liegt der Hauburgstein.
2008 wurde das Areal flächen- und namensgleich als FFH-Gebiet ausgewiesen. Als eine der letzten größeren, ungedüngten Wiesen im Taunus repräsentieren die Hünerbergwiesen einen früher typischen, heute aber fast ganz ausgestorbene Wiesentyp. Kennzeichnend sind der Wechsel von Frischwiesen, Pfeifengraswiesen, Feuchtwiesen und Borstgrasrasen, auf denen seltene Arten vorkommen wie Wald-Läusekraut, Gelb-Segge, Kriech-Weide, Geflecktes Knabenkraut, Breitblättriges Knabenkraut. Verschwunden sind allerdings auch seltene Arten wie Arnika, Gelbes Sonnenröschen oder das Männliche Knabenkraut.

## Geschichte
Die Fläche wurde im 16. Jahrhundert von Bauern aus Oberhöchstadt illegal gerodet. Jahrhundertelang bestand Streit über diese Wiesen zwischen den Bauern und den Märkern der Hohe Mark. Erst im 18. Jahrhundert endete der Streit, und die Bauern wurden Eigentümer.